# Tossal Gros (Mont-ral)
El Tossal Gros és una muntanya de 844 metres al municipi de Mont-ral, a l'Alt Camp, a uns 2.300 m a l'est del nucli urbà. Al cim hi ha un vèrtex geodèsic (referència 264131002 de l'Institut Cartogràfic de Catalunya).